# James Malatesta
James Malatesta, född 31 maj 2003, är en kanadensisk professionell ishockeyforward som är kontrakterad till Columbus Blue Jackets i National Hockey League (NHL) och spelar för Cleveland Monsters i American Hockey League (AHL).
Han har tidigare spelat för Remparts de Québec i Ligue de hockey junior majeur du Québec (LHJMQ).
Malatesta draftades av Columbus Blue Jackets i femte rundan i 2021 års draft som 133:e spelare totalt.

## Statistik
| 2016–2017    | Lions Nord du Lac St-Louis |              | 23  | 10 | 10 | 20  | 46  | —  | —  | —  | —  | —  |
| 2017–2018    | Lions Nord du Lac St-Louis |              | 25  | 31 | 15 | 46  | 80  | —  | —  | —  | —  | —  |
|              | Tigres du Lac St-Louis     | LHEQ         | 3   | 3  | 0  | 3   | 4   | —  | —  | —  | —  | —  |
| 2018–2019    | Lions du Lac St-Louis      | LHMAAAQ      | 22  | 7  | 5  | 12  | 52  | 16 | 11 | 12 | 23 | 24 |
| 2019–2020    | Remparts de Québec         | LHJMQ        | 59  | 23 | 22 | 45  | 29  | —  | —  | —  | —  | —  |
| 2020–2021    | Remparts de Québec         | LHJMQ        | 32  | 10 | 13 | 23  | 12  | 6  | 3  | 1  | 4  | 2  |
| 2021–2022    | Remparts de Québec         | LHJMQ        | 68  | 28 | 25 | 53  | 49  | 12 | 5  | 3  | 8  | 14 |
| 2022–2023    | Remparts de Québec         | LHJMQ        | 55  | 37 | 29 | 66  | 64  | 18 | 14 | 6  | 20 | 16 |
| 2023–2024    | Columbus Blue Jackets      | NHL          | 1   | 0  | 0  | 0   | 5   | —  | —  | —  | —  | —  |
|              | Cleveland Monsters         | AHL          | 53  | 12 | 9  | 21  | 79  | —  | —  | —  | —  | —  |
| NHL totalt   | NHL totalt                 | NHL totalt   | 1   | 0  | 0  | 0   | 0   | —  | —  | —  | —  | —  |
| LHJMQ totalt | LHJMQ totalt               | LHJMQ totalt | 214 | 98 | 89 | 187 | 154 | 36 | 22 | 10 | 32 | 32 |